# تطور الزواحف

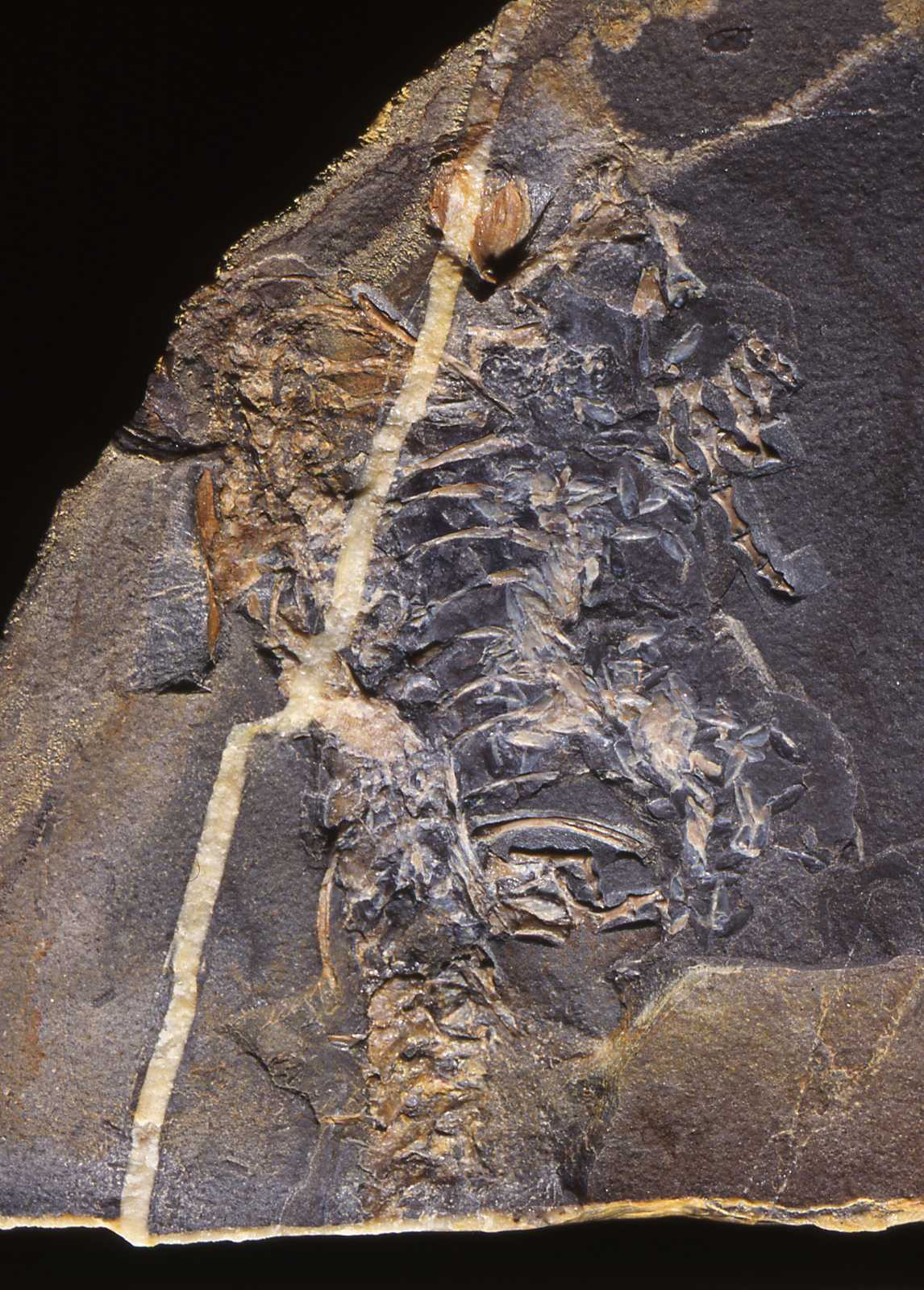
العينة النموذجية لكاسينيريا كيدي من العصر الكربوني السفلي في غولان، شرق لوثيان، اسكتلندا، المملكة المتحدة.

ظهرت الزواحف منذ حوالي 310 - 320 مليون سنة خلال العصر الكربوني، يمكن تعريف الزواحف بالمعنى التقليدي للكلمة بأنها حيوانات لها قشور صلبة وتضع بيضاً قاسياً، وتتميَّز أيضاً بأنَّ نظامها الاستقلابي «خارجي الحرارة» أي أنها تعتمد على حرارة البيئة المحيطة بشكلٍ كبير لتنظيم حرارتها الداخلية، وتعتبر الزواحف «شبه عرق» تنحدر منه الطيور وفقاً للمفاهيم التطورية.
على الرغم من أنَّ الكثير من الزواحف اليوم هي حيوانات مفترسة لاحمة، إلا أنَّ العديد من أمثلة الزواحف التي عاشت في الماضي تميَّزت بتنوع كبير في نظامها الغذائي والحيوي، للزواحف تاريخ تطوري متنوع للغاية الأمر الذي أدى لنجاحات بيولوجية كبيرة وتكيف واسع مع مختلف البيئات على الأرض.

## الزواحف الأولى

### الصعود من الماء
تطورت الزواحف في بداية الأمر من البرمائيات في آخر العصر الكربوني، وقد أدت الضغوط التطوريَّة المتزايدة والمساحات الشاسعة المتاحة من الأرض إلى حدوث تغييرات كبيرة في البرمائيات لتصبح تدريجياً حيوانات أرضية، ودفع الانتقاء البيئي الطبيعي إلى تطوير ودعم خصائص وسمات معينة مثل الهيكل العظمي القوي والعضلات الكبيرة وهكذا ظهر الهيكل الأساسي للزواحف، ومع أنَّ تطور الرئتين والساقين تعتبر من الخطوات الانتقالية الرئيسية من البرمائيات نحو الزواحف ولكنَّ تطور البيض القاسي الذي حلَّ محلَّ البيض البرمائي المرتبط بالمياه هو السمة المُميزة للزواحف وهو السبب الرئيسي الذي سمح لهذه البرمائيات بترك الماء بشكل كامل، كذلك فإنَّ الاختلاف الرئيسي الآخر عن البرمائيات هو زيادة حجم الدماغ وبشكل أكثر تحديداً المخ والمخيخ، وعلى الرغم من أنَّ حجم دماغها مايزال صغيراً مقارنة بالطيور والثدييات إلا أنَّ هذه الزيادة تعتبر حيوية لتعزيز استراتيجيات الصيد عند الزواحف، وقد سمح الحجم المتزايد لهذين الجزئين من الدماغ بتحسين القدرات الحركية والحسية.

### الزواحف المبكرة
يرجع أصل الزواحف إلى حوالي 320 - 310 مليون عام، عندما تطورت في مستنقعات العصر الكربوني المتأخر من البرمائيات، وقد تكون السلويات amniote هي أقدم سلف مشترك معروف للزواحف، مع الإشارة إلى نوع Casineria الذي يعتقد أنَّه نوع انتقالي بين البرمائيات والزواحف.
تُظهر سلسلة من آثار الأقدام المستحاثات التي تمَّ العثور عليها في الطبقات الجيولوجية في مقاطعة نوفا سكوشا الكندية والتي يرجع تاريخها إلى حوالي 315 مليون عام أصابع الزواحف التقليدية، يُعتقد اليوم أنَّ جنس «مستوطنات الغابة» Hylonomus هو أقدم الزواحف المعروفة التي لا خلاف عليها، وهو حيوان صغير يشبه السحليَّة، ويبلغ طوله حوالي 20 - 30 سم (8 - 12 بوصة) ويملك عدداً من الأسنان الحادة التي تُشير لاتباعه نظاماً غذائياً معتمداً على الحشرات.
يُفترض تقليدياً أنَّ الزواحف الأولى كانت سلويات من نوع «أنابسيدات» Anapsid مع جمجمة صلبة تحتوي ثقوباً فقط للأنف والعينين والحبل الشوكي، ومن غير المؤكد حالياً فيما إذا كان لدى أسلاف الزواحف جمجمة تشبه السلويات أو تشبه الأسلاف الأكثر تطوراً ، انقسمت الزواحف الأولى بعد وقتٍ قصيرٍ من ظهورها الزواحف إلى فرعين الفرع الأول هو synapsida والذي انحدرت منه الثدييات وتميّز بفتحة واحدة في سقف الجمجمة خلف كل عين، والفرع الآخر هو sauropsida والذي انقسم بدوره إلى مجموعتين رئيسيتين امتلك كل منهما ثقوب أكثر في الجمجمة وتميزت بفك أقوى.

## صعود الديناصورات
في نهاية العصر الكربوني تطوَّرت المشابك العصبية عند أولى الفقاريات الكبيرة الأرضية، وفي منتصف العصر البرمي أصبح المناخ أكثر جفافاً مما أدى إلى حدوث تغيير كبير في التنوع الحيوي على الأرض وظهرت كائنات حية أكثر تطوراً.
في ظل هذه الظروف ازدهرت الزواحف «السلوية» التي تمتلك جماجم ضخمة لا ثقوب لها، ووصل أحجام بعضها كالباريوصورات إلى أبعاد عملاقة في العصر البرمي المتأخر واختفت في نهاية المطاف في آخر هذا العصر، وفي هذه الفترة انقسمت الزواحف إلى سلالتين رئيسيتين: الأركوصورات (أسلاف التماسيح والديناصورات)، وليبيدوصورات (أسلاف السلاحف والسحالي والثعابين)، ومع ذلك فقد ظلت كلا المجموعتين تشبه السحالي وحجمها صغير نسبياً وتواجدها قليل خلال العصر البرمي.

### العصر الوسيط «عصر الزواحف»
شهدت نهاية العصر البرمي أكبر انقراض جماعي معروف للكائنات الحية، واختفت معظم الحيوانات الضخمة الموجودة سابقاً، وأصبحت الأركوصورات هي الحيوانات المهيمنة على الأرض وتميَّزت بأرجل خلفية طويلة تشبه إلى حدٍّ ما التماسيح طويلة.
وهكذا كانت الأركوصورات هي الكائنات المهيمنة خلال العصر الترياسي وتطورت إلى الديناصورات المعروفة والتيروصورات، نتيجة ذلك غالباً ما يُطلق على العصر الوسيط «عصر الزواحف»، وهو الوصف الذي صاغه عالم حفريات في أوائل القرن التاسع عشر يُدعى جدعون مانتيل الذي عرَّف الديناصورات وأسلاف التماسيح باعتبارها الفقاريات الأرضية المهيمنة، بعض هذه الديناصورات كانت أكبر الحيوانات البرية التي عاشت على الإطلاق طوال عمر الأرض، في حين أن بعضاً منها تطوَّر إلى الطيور الأولى.

### تطور الطيور
النقاط الرئيسية لتطور الزواحف إلى طيور هي ظهور الريش وتطوُّر المنقار (على الرغم من ظهوره بشكل مستقلٍ في كائنات حية أخرى)، وتغيُّر شكل العظام، وتطوير القدرة على الطيران، والدم الحار.
يُعتقد أن تطوُّر الطيور قد بدأ في العصر الجوراسي، حيث كانت الطيور الأولى منحدرة من الديناصورات ذات الأقدام، ويُطلق على أقدم الأنواع المعروفة من الطيور أفيس Aves.

### انقراض الديناصورات
شهدت نهاية العصر الطباشيري انقراضاً جماعياً للزواحف الضخمة، ويُعتقد اليوم أنَّ سبب هذا الانقراض الهائل هو اصطدام نيزك بالأرض مع التأثيرات المُدمرة التي رافقت هذا الحدث وأهمها النشاط البركاني الكبير الذي أعقب الاصطدام.
نتيجة هذا الانقراض الجماعي لم يتبقَ من الزواحف البحرية الكبيرة سوى السلاحف البحرية، ومن الديناصورات لم يتبقَ إلَّا بعد الديناصورات الصغيرة الطائرة، وقد أدت نهاية «عصر الديناصورات» إلى بدء «عصر الثدييات»، على الرغم من تأثُّر الزواحف بهذه التغيُّرات الدراماتيكية ولكنَّ وجودها استمرَّ مع تنوع حيوي كبير في كافة أنحاء الكرة الأرضية، اليوم هناك ما يقارب 9766 نوع من الزواحف 90% منها يعود للأنواع التي كانت موجودة بعد الانقراض الكبير، مقارنةً بنحو 5400 نوع من الثدييات فإنَّ عدد الزواحف هو تقريباً ضعف عدد الثدييات مع استثناء الطيور.

### عكس الأدوار
بعد الانقراض الجماعي الكبير الذي حدث في نهاية العصر الطباشيري انقرضت جميع الديناصورات غير الطائرة (تعتبر الطيور بصفة عامة هي الديناصورات الحية الوحيدة الباقية على قيد الحياة)، وانقرضت كذلك العديد من مجموعات الثدييات، كلُّ ذلك أدى إلى عكس الأدوار وخلق بيئة جديدة ظهرت وتنوَّعت فيها أشكال جديدة من الكائنات الحية، وصلت بعض الثدييات الجديدة إلى أحجام هائلة ومع ذلك فهي لا تقارن بأحجام الديناصورات المنقرضة.
أمَّا الزواحف فتنوعت أحجامها بشكلٍ كبير ولا تزال العديد من الزواحف كبيرة الحجم موجودة حتى الآن كالسلاحف العملاقة والتماسيح الكبيرة.

## الفروع الأربعة للزواحف
تتميَّز الزواحف بأنَّها حيوانات رباعية الأرجل تتحرك بواسطة أطرافها الأربعة، وسلويَّة أي أنها تضع جنينها محاطاً بغشاء أمنيوسي، يوجد حالياً أربع رتب «فروع» من الزواحف فقط هي: التماسيح، السلاحف، الحرشفيات، التاوترا.

### السلاحف
إنَّ الأصل الدقيق للسلاحف غير معروف بدقة وهناك جدل واسع حوله، ويعود تاريخ مستحاثات السلاحف إلى حوالي 220 مليون سنة وتتميز بخصائص متشابهة بشكل ملحوظ، يوجد حالياً قرابة 250 نوع معروف من السلاحف تعيش على الأرض وفي البحار والمحيطات وتمتلك جميعها أصداف قاسية، وغالباً ما تتغذى من النباتات والأعشاب المتنوعة أو على الكائنات البحرية الصغيرة، يُعتقد أنَّ صدفة السلاحف قد تطوَّرت من اندماج العمود الفقري والأضلاع المتسعة، وتمَّ دعم هذه الفكرة من خلال العديد من حفريات أسلاف السلاحف التي تحتوي على صدفة غير مكتملة منشؤها من التحام الأضلاع والعظام الخلفية، وكان لهذا النوع من الحفريات الانتقالية أيضاً أسنان ضمن منقارها، تطوَّرت صدفة السلاحف الصلبة للحماية من الحيوانات المفترسة ولكنَّها أيضاً تبطئ من حركة السلاحف البرية بشكلٍ كبير، وقد تسبب هذا العيب في انقراض العديد من أنواعها في الآونة الأخيرة بسبب الأنواع العديدة التي تتنافس معها للحصول على الغذاء وعدم قدرتها على الهروب من البشر.

### التاوتارا
نشأ هذا الفرع من الزواحف في منتصف العصر الترياسي، وبقي منه اليوم نوعين مهددين بالانقراض موجودين في نيوزيلندا وبعض الجزر الصغيرة المحيطة بها، وعلى الرغم من أنَّ تاريخها التطوري مليء بالعديد من الأنواع المختلفة لكنَّ الاكتشافات الأحفورية تظهر أن التاوتارا ضعيفة نسبياً وعرضة للإصابة بسرعة.

### الحرشفيات
تمثل هذه المجموعة أكبر فروع الزواحف مع 3000 نوع معروف من السحالي ومثلها من الثعابين، تتميَّز بعظم رباعي فكي متحرك يسمح بحركة الفك العلوي وتمتلك قشور صلبة أكثر من جميع الزواحف الأخرى، وقد ظهرت الحرشفيات في أوائل العصر الجوراسي.
على الرغم من أن أحافير الحرشفيات ظهرت لأول مرة في بداية العصر الجوراسي إلَّا أن بعض الدلائل الجينيَّة المأخوذة من الميتوكوندريا توحي بأنَّها قد تطورت في العصر البرمي المتأخر، ومع ذلك لم يتم اكتشاف معظم العلاقات التطورية بين فصائل الحرشفيات بشكلٍ كامل، ويبدو أنَّ علاقة الثعابين مع المجموعات الأخرى هي أكثر الأمور إشكالية في هذا الصدد، حيث يبدو من المعطيات المورفولوجية أنَّ الثعابين قد ابتعدت عن الأنواع الأخرى في وقت مبكر جداً، ولكنَّ الدراسات الجزيئية الحديثة سواء من الميتوكوندريا أو من الحمض النووي لا تدعم هذا الابتعاد المبكر.

### التماسيح
أُطلق على الكائنات الحية الأولى التي أظهرت خصائص مماثلة للتماسيح اسم Crurotarsi، ظهرت هذه الكائنات خلال أوائل العصر الترياسي أي قبل 250 مليون عام، وبعد سلسلة من التطورات ظهر أول التماسيح منذ حوالي 85 مليون عام في أواخر العصر الطباشيري، وكانت الأنواع المبكرة منها تتغذى بشكلٍ أساسي على الأسماك والنباتات، وكانت حيوانات بريَّة ومعظمها يمتلك أرجل طويلة مقارنةً بالتماسيح الحديثة.
نشأت التماسيح الحديثة مع خصائص تطوريَّة مميَّزة، فتغيَّر شكل الجمجمة والفك للسماح لكي تصبح الخياشيم والعيون ذات اتجاه علوي بما يتلائم مع البيئة المائية، وأصبح الذيل أيضاً على شكل المجداف لزيادة سرعة وفعالية السباحة.